# 莫里斯鎮區 (堪薩斯州索姆奈縣)
莫里斯鎮區（英語：Morris Township）為美國堪薩斯州索姆奈縣轄下的鎮區。2010年美国人口普查中此鎮區人口有25人。

## 地理
莫里斯鎮區涵蓋總面積為94.4平方（36.45平方英里），其中陸地面積為94.4平方（36.45平方英里），水域面積為0平方（0.00平方英里）或0.00%。

## 人口統計
根據2010年美國人口普查，莫里斯鎮區人口有25人，其中男性有16人，女性有9人，人口密度為每平方公里0.26人，住房計15戶。鎮區內的白人有22人，非裔美國人有0人，美洲原住民有0人，亞裔美國人有0人，太平洋島裔美國人有0人，其他種族有2人，混血種族則有1人。此外鎮區內有2人為西班牙裔或拉丁裔美國人。此鎮區之年齡中位數為52.5歲，而男性年齡中位數為52.0歲，女性年齡中位數為55.5歲。

## 交通

### 主要公路
- 44號堪薩斯州州道